# Вільгельм Шнеккенбургер
Вільгельм «Віллі» Шнеккенбургер (нім. Wilhelm „Willi“ Schneckenburger; 30 березня 1891, Тюбінген — 14 жовтня 1944, Белград) — німецький воєначальник, генерал піхоти вермахту (1 травня 1943). Кавалер Лицарського хреста Залізного хреста.

## Біографія
Син обермузикмайстера. 30 серпня 1909 року поступив на службу в піхоту. Учасник Першої світової війни. Після демобілізації армії залишений у рейхсвері, пройшов підготовку офіцера Генштабу. З 1 жовтня 1934 року — начальник оперативного відділу штабу 9-ї піхотної дивізії. 1 жовтня 1935 року відряджений у Військову академію. З 1 жовтня 1936 року — начальник 11-го відділу Генштабу сухопутних військ. З 1 вересня 1939 року — начальник штабу 3-го військового округу. З 5 жовтня 1940 по 24 грудня 1942 року — командир 125-ї піхотної дивізії. Учасник німецько-радянської війни, включаючи бої під Вінницею, Уманню, Києвом, Полтавою, Харковом, з грудня 1941 року — в районі Міуса, потім — під Ростовом і Новоросійськом. З 5 травня по 1 серпня 1943 року — командувач 17-го армійського корпусу, який діяв на Міусі. З 1 червня 1944 року — начальник німецької військової місії в Болгарії (німецький генерал при Верховному командуванні болгарської королівської армії). З серпня 1944 року — командувач корпусу «Белград» (бойова група «Шнеккенбургер») в Сербії. 13 жовтня 1944 року важко поранений у бою з партизанами і наступного дня помер від ран.

## Нагороди
- Залізний хрест 2-го і 1-го класу
- Золота медаль «За військові заслуги» (Вюртемберг) (12 травня 1915)
- Орден «За військові заслуги» (Вюртемберг), лицарський хрест (20 лютого 1917)
- Почесний хрест ветерана війни з мечами
- Медаль «За вислугу років у Вермахті» 4-го, 3-го, 2-го і 1-го класу (25 років)
- Застібка до Залізного хреста 2-го і 1-го класу
- Лицарський хрест Залізного хреста (1 серпня 1941)
- Німецький хрест в золоті (5 травня 1942)
- Відзначений у Вермахтберіхт (27 липня 1942)
- Медаль «За зимову кампанію на Сході 1941/42»
- Орден Михая Хороброго 3-го класу (Румунське королівство; 7 травня 1943)